# دالتون (ماساتشوستس)
دالتون (بالإنجليزية: Dalton, Massachusetts)‏ هي منطقة سكنية تقع في الولايات المتحدة في مقاطعة بيركشاير (ماساتشوستس). يقدر عدد سكانها بـ 6,756 نسمة ومساحتها 56.7 كم2 وترتفع عن سطح البحر 365 متر.

## أعلام
- بايرون ويستون
- ماري كاتلر فيرتشايلد